# Chichu Art Museum

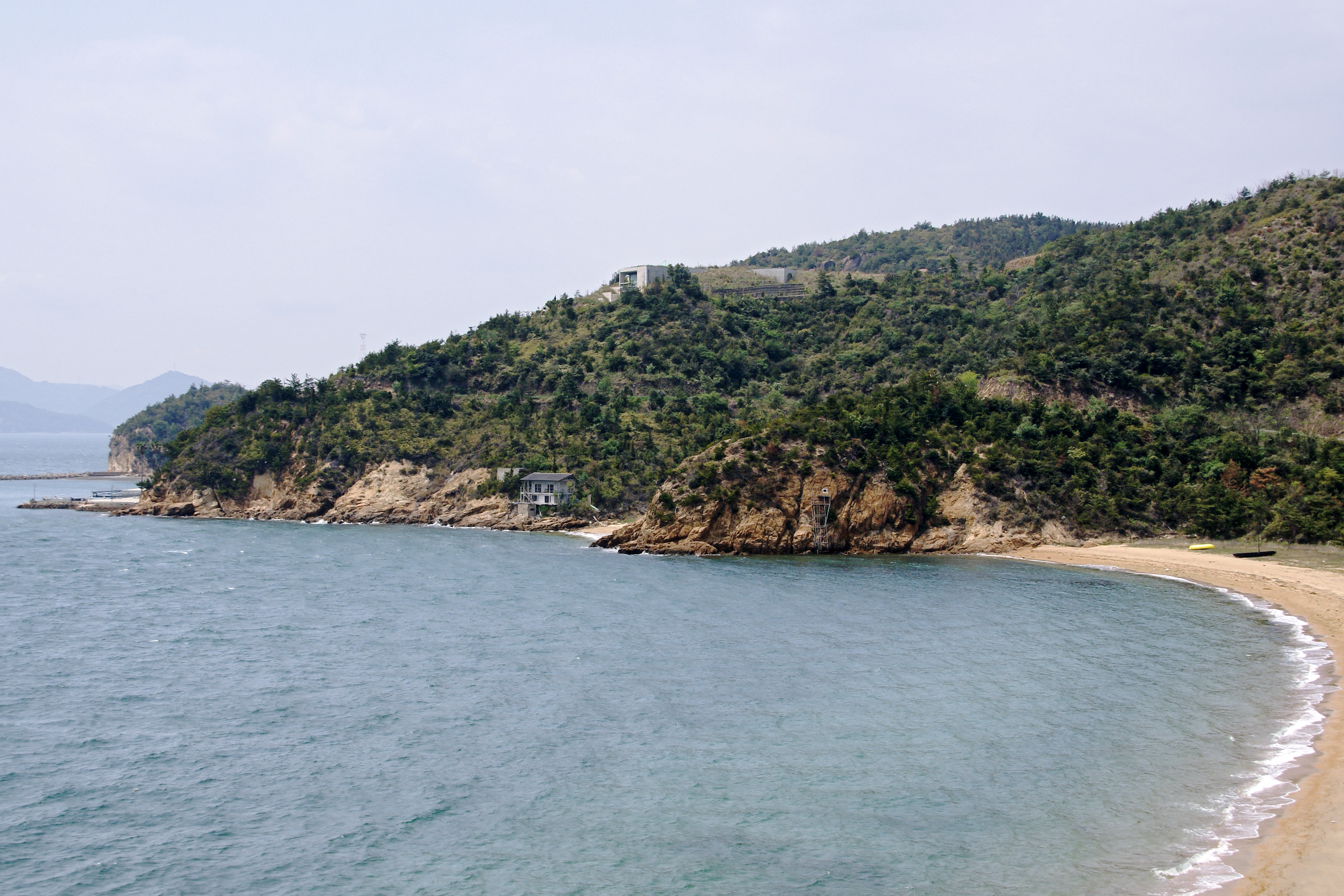
Chichu Art Museum

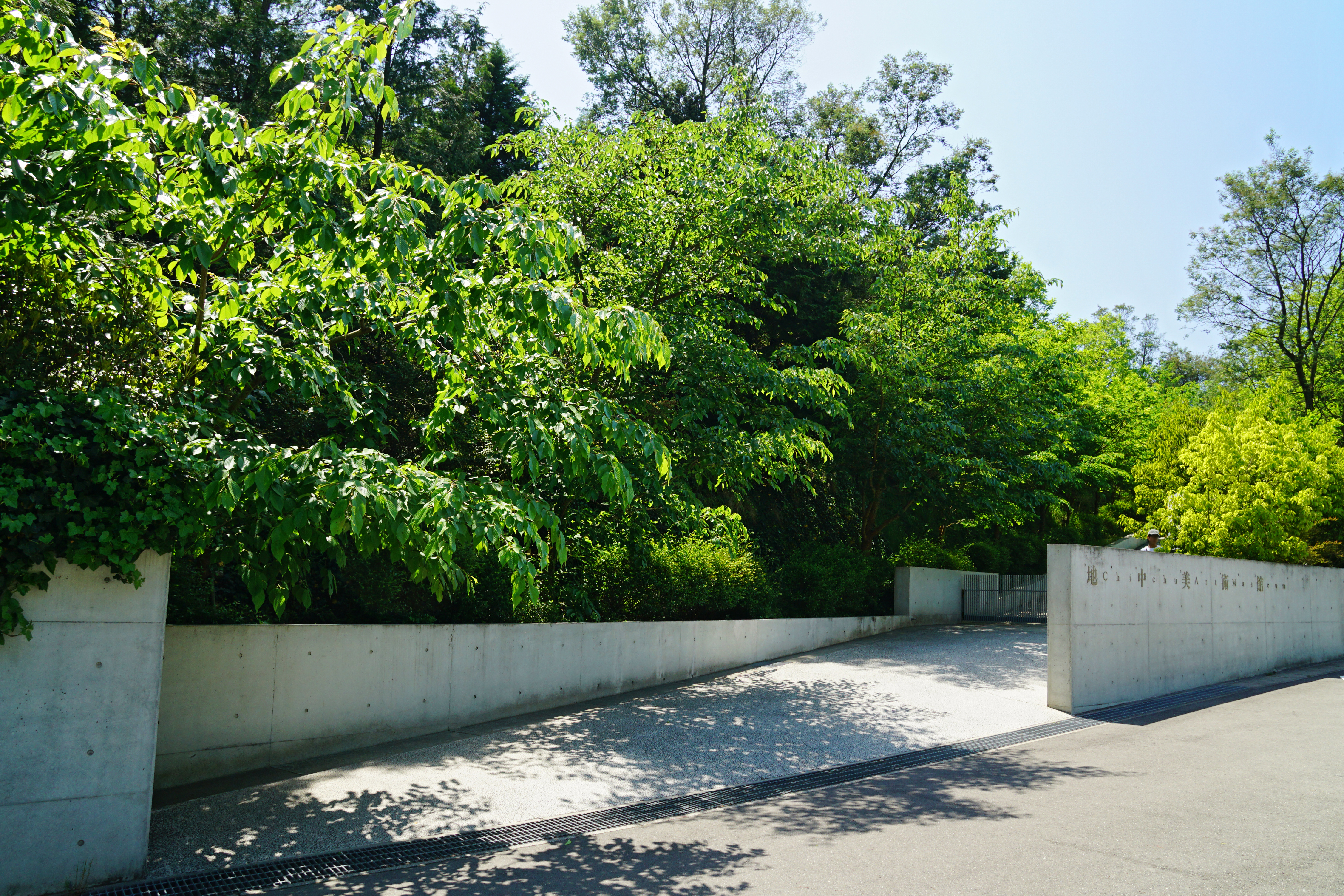
Chichu Art Museum

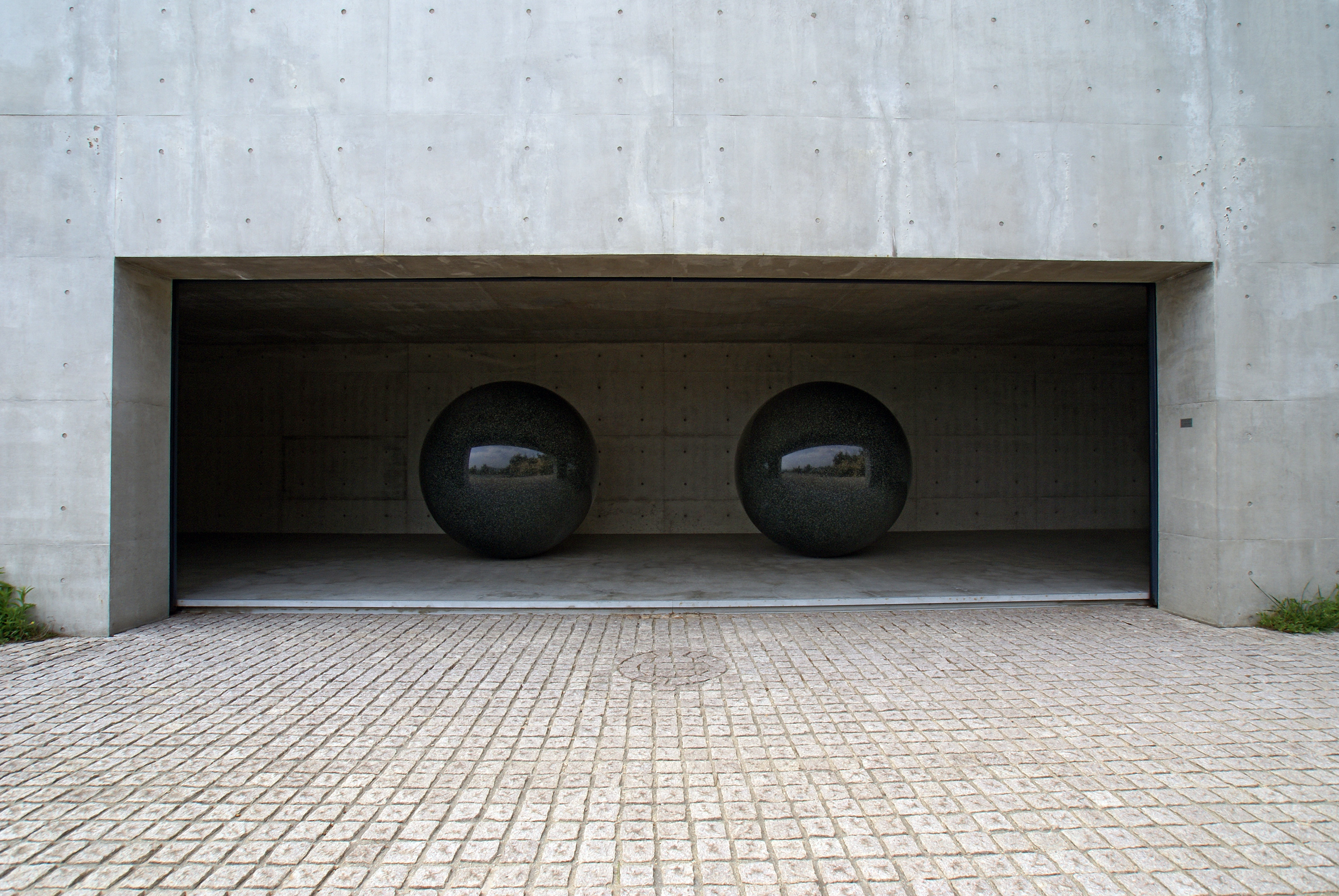
Time/Timeless/No Time av Walter De Maria

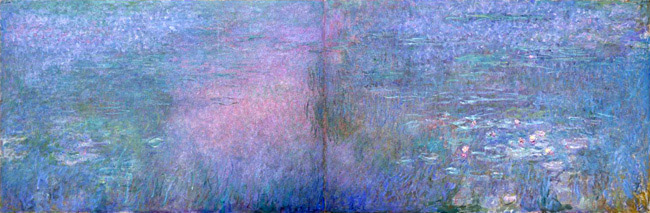
Claude Monets Water-Lily Pond

Chichu Art Museum (japanska: 地中美術館?, Chichū Bijutsukan) är ett japanskt konstmuseum på ön Naoshima i Kagawa prefektur. 
Museet är inbyggt i en bergssluttning och har lokaler under marken, men med dagsljusinsläpp. Det är ritat av Tadao Ando och öppnades i juli 2004.
Museet finansierades av det japanska korrespondensutbildnings- och förlagsföretget Benesse Corporation, vars chef också är chef för museet, och administreras av  Naoshima Fukutake Art Museum Foundation. Det är ett av flera konstprojekt i regionen, vilka avses främja traktens turistnäring.
Mellan biljettbyggnaden och själva museet finns en 400 m² stor trädgård med omkring 150 växt- och 40 trädarter, vilka antingen avbildades i Claud Monets verk eller vilka samlades in av  konstnären under dennes levnad. 

## Utställda konstverk
Museet har en permanent utställning med installationer av Walter De Maria och James Turrell samt en svit av Claude Monets näckrosmålningar.
- Walter De Maria: "Time/Timeless/No Time," 2004, granit, mahogny, förgyllning, betong
- Claude Monet: "Näckrosor" 1914-17, olja på duk
- Claude Monet: "Näckrosor, speglingar av tårpilar" 1916-19, olja på duk
- Claude Monet: "Näckrosdamm" 1917-19, olja på duk
- Claude Monet: "Näckrosdamm", omkring 1915-26, olja på duk
- James Turrell: "Afrum, Pale Blue," 1968
- James Turrell: "Open Field," 2000, fluorescerande ljus, neonrör
- James Turrell: "Open Sky," 2004, led-lampor, xenon-lampa